# Benzodiazepine
Benzodiazepine là nhóm gồm các thuốc an thần gây nghiện thường được gọi tắt là "Benzo" bao gồm một số chất như chlordiazepoxide, diazepam, oxazepam. Loại thuốc này được sử dụng rộng rãi, thường để trị các chứng lo âu, căng thẳng, mất ngủ khi dùng liều cao, giúp chữa bệnh động kinh, nghiện rượu. Tuy vậy, nếu người cao tuổi lạm dụng thuốc này sẽ khó ngủ. 
Công trình nghiên cứu của các nhà  khoa học về tác dụng phụ của thuốc nhóm Benzo được chính phủ Pháp đã tài trợ, cùng sự tham gia một số công ty thuốc nổi tiếng như: Ipsen, Merck, Serono, Novartis, Allergan, MAP Dược phẩm, Sanofi, và BMJ. 
1.063 người từ 65 tuổi trở lên  ở miền Tây Nam nước Pháp được mời tham gia nghiên cứu và được theo dõi trong 20 năm, trong đó, một số người sử dụng Benzodiazepine, và số còn lại không dùng loại thuốc này. Sau khi phân loại tuổi tác, giới tính,mức độ sử dụng rượu, thuốc chống bệnh tiểu đường, tim, mạch, Tiến sỹ Sophie Billioti de Gage, làm việc tại Đại học Bordeaux Segalen Bordeaux và đồng nghiệp trong nhóm nghiên cứu thấy rằng, 95% người sử dụng Benzodiazepine bị mất trí nhớ 5 năm, còn lại là 8 năm, có trường hợp cá biệt, 4 người bị mất trí nhớ vĩnh viễn. 
Tuy nhiên công trình nghiên cứu này cũng có một số kết quả trái chiều, một số bệnh nhân sử  dụng thuốc nhóm Benzo bị suy giảm nhận thức mất trí nhớ, nhưng có người không bị ảnh hưởng, thậm chí  não còn hoạt động tốt hơn. Một hạn chế nữa trong cuộc khảo sát này là các nhà khoa học không kiểm soát được tình trạng lo âu, mất ngủ của những người tham gia nghiên cứu, dẫn tới kết quả phân tích chưa chính xác hoàn toàn. 
Sophie Billioti de Gage chia sẻ: Khả năng thuốc nhóm Benzo làm mất trí nhớ trong thời gian ngắn đã từng được công nhận, tuy nhiên, thuốc này còn gây mất trí nhớ dài hạn. Các bác sĩ và các cơ quan quản lý nên xem xét về sự gia tăng phản ứng phụ của loại thuốc an thần này. 
Hiện nay, nhóm thuốc an thần Benzo có chứa thuốc ngủ Diazepam, Zolpidem và Bromazepam của Pháp (tên biệt dược Lexomil), đang có mặt tại thị trường Việt Nam, được đánh giá là có thời gian chuyển hóa và thải trừ thuốc tận 20 giờ, quá với giấc ngủ tự nhiên. Vì vậy, kết quả của công trình nghiên cứu này là tiếng chuông cảnh báo tới những người đang lạm dụng thuốc an thần trong cuộc sống hiện đại nhiều lo âu, căng thẳng, nhất là với những "bệnh nhân người Việt" chỉ biết mua thuốc theo màu mà ít đọc hướng dẫn sử dụng.
Các Benzodiazepines nên được kê đơn để dùng không quá 2-4 tuần vì khả năng gây phụ thuộc thuốc, nhờn thuốc và nghiện thuốc. Không được để bệnh nhân dừng thuốc đột ngột, phải hạ liều từ từ cho đến khi dừng hẳn để tránh triệu chứng cai benzo (Benzo withdrawal symtoms). Trong trường hợp đã dùng lâu dài, cần áp dụng các hướng dẫn theo tài liệu của giáo sư người Anh Heather Ashton, chuyên gia hàng đầu trong lĩnh vực này.
Người kê đơn cần cảnh báo về tác dụng ngoại ý, nhất là gây nhờn thuốc cho bệnh nhân và có được sự chấp thuận trong hiểu biết (informed consent) của họ. Các bác sĩ và bệnh nhân đều cần tự nghiên cứu về tác hại của việc sử dụng Benzo lâu dài và cách cai thuốc.
Ngày 11/7 được chọn là ngày Thế giới Nhận thức về nhóm thuốc Benzo. Có nhiều tổ chức phi chính phủ và các diễn đàn dành cho những người muốn trao đổi thông tin về vấn đề liên quan đến sử dụng, cai nghiện và sau cai nghiện Benzo như Benzo Coalition, Benzoinform.com và Benzobuddies.